# Rhytidoponera croesus
Rhytidoponera croesus är en myrart som beskrevs av Carlo Emery 1901. Rhytidoponera croesus ingår i släktet Rhytidoponera och familjen myror. Inga underarter finns listade i Catalogue of Life.